# Claudio Casciolini
Claudio Casciolini (Roma, 9 de noviembre de 1697-Roma, 18 de enero de 1760) fue un compositor italiano.

## Biografía
Fue hijo de Agostino y Veronica Finocchiola. Desde abril de 1726 hasta su muerte cantó como bajo en la iglesia de San Lorenzo en Damaso, donde se cree que fue maestro de capilla. El 14 de enero de 1724 se casó con María Teresa Mazza en la basílica de San Lorenzo in Damaso. Tuvo muchos hijos y vivió en una pequeña casa cerca de la Piazza della Chiesa Nuova. Fue miembro de la Congregación de Santa Cecilia, para la que escribió varias obras.

## Obra
Escribió únicamente música religiosa. Aunque pertenece al periodo barroco, sus composiciones están realizadas en Stile Antico. Entre sus obras se incluyen las siguientes:
- Messa di morti
- Missa brevissima
- Stabat mater
- Panis angelicus
- Venite comedite
- Adiuva nos
- Responsoria per il Mercoledi
- Giovedi
- Venerdi Santo
- Benedictus
- Christus factus est
- Christe cum sit
- Miserere
- Laude sagra ad honorem et gloriam Domini nostri Jesu Christi
- Pange lingua
- Stabat Mater